# ديسوس أكلف
دَيْسُوس أكْلَف (الاسم العلمي: Stenopterus rufus)، نوع من الديسوس وفصيلة خنافس طويلة القرون. جمسه صغير القد، يمكن أن يصل طوله من 7 إلى 16 مم.(0.28-0.63 بوصة).

## التوزيع
هذه الخنفساء واسعة الانتشار توجد في معظم أوروبا، في القوقاز، إيران والشرق الأدنى (ألبانيا، أرمينيا، النمسا، بلجيكا، البوسنة والهرسك، بلغاريا، كورسيكا، كرواتيا، جمهورية التشيك، فرنسا، ألمانيا، اليونان، المجر، إسرائيل، إيطاليا، الأردن، لوكسمبورغ، مالطا، مولدوفا، بولندا، رومانيا، روسيا، سردينيا، صربيا، صقلية، سلوفاكيا، سلوفينيا، إسبانيا، سويسرا، سوريا، تركيا، تركمانستان، أوكرانيا).

## معرض صور

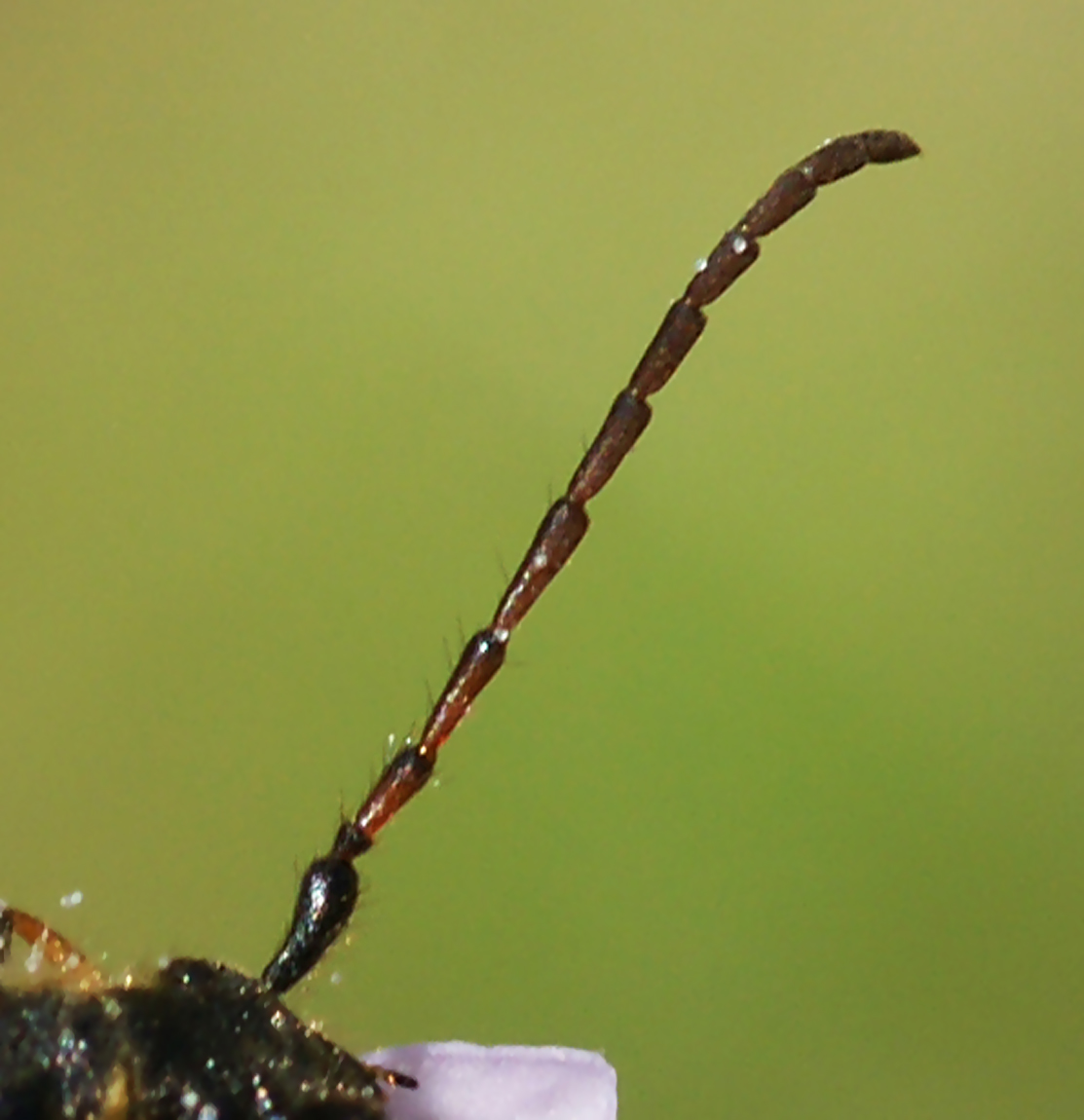
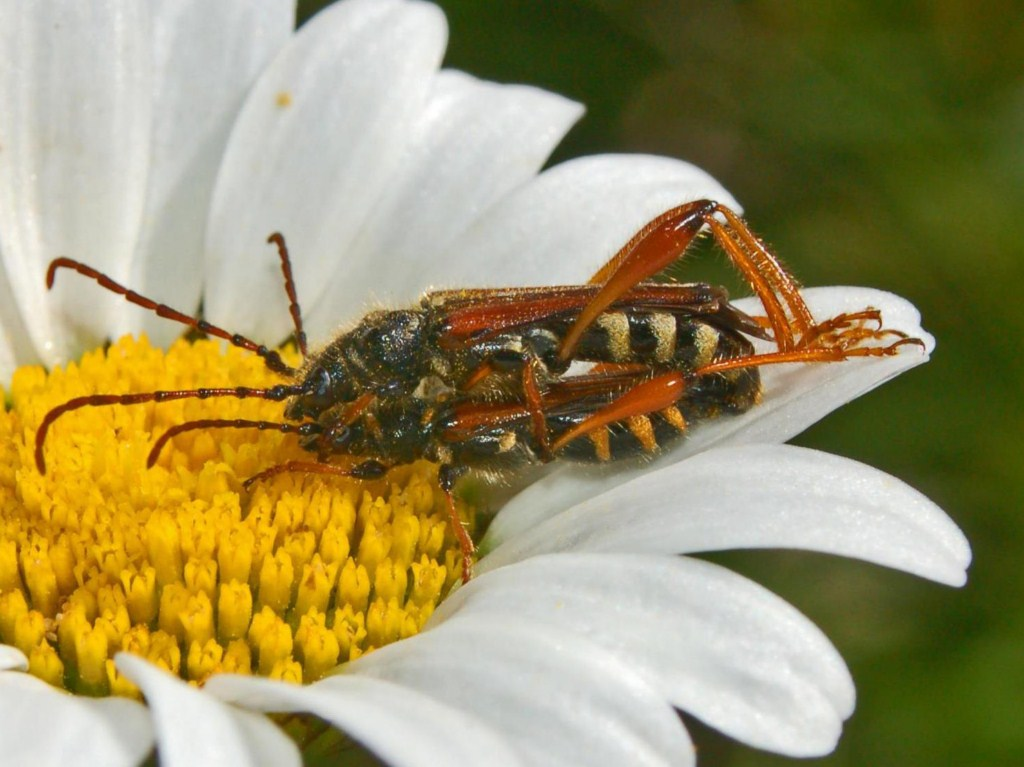
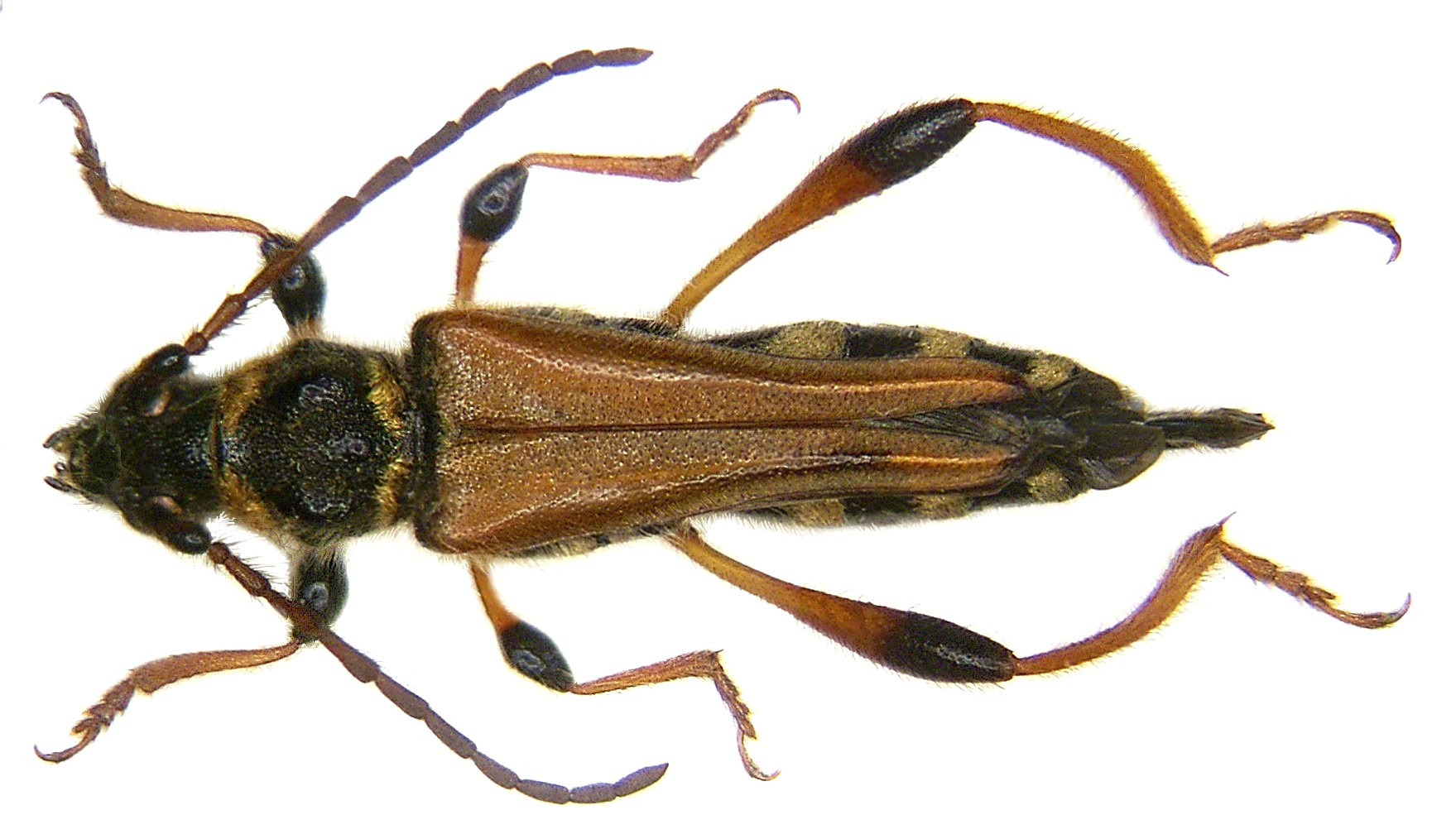